# حسن محمد الهاجري
حسن محمد المظفري الهاجري رياضي قطري، لاعب ومحترف سابق في رياضة البولينج، ويشغل حالياً المدرب الوطني لمنتخب براعم البولينغ القطري، وبإشراف من الاتحاد القطري دخل المنتخب حقبة ذهبية في عهده وفاز بعدد من البطولات العربية والقارية، 

حسن محمد الهاجري يشارك بتصفيات بكأس العالم

وكان من أهم هذه الانجازات الفوز بلقب بطولة كأس العالم للشباب بالولايات المتحدة الأميركية عام 2018م، بعد حصوله على ميداليتين ذهبيتين في منافسات الفرق والترتيب العام، الأمر الذي سلط الضوء أكثر على الدولي الهاجري وقدراته الفنية ليس كلاعب فقط، بل وكمدرب قادر على صنع جيل جديد ينافس عالمياً.

## انجازاته الفردية

### أولا: انجازاته عام 1988م

الهاجري يتحصل على لقب بطل الاساتذة

- المركز الأول لبطولة قطر الشهرية وحصوله على لقب «بطل قطر».
- لقب بطل الأساتذة.
- الميدالية الذهبية ضمن الفريق الوطني الخماسي في بطولة دول مجلس التعاون الخليجي.
- الميدالية البرونزية ضمن الفريق الوطني الثلاثي في بطولة دول مجلس التعاون الخليجي.
- حصوله على المركز الاول مع منتخب قطر للشباب في بطولة العالم في الفلبين.

### ثانياً: انجازاته عام 1990م
- الميدالية الفضية في البطولة الآسيوية للرجال في اندونيسيا، وذلك في مسابقات الخماسي.
- المركز الأول في بطولة الخبر المفتوحة الدولية.

### ثالثاً: انجازاته عام 1991م
- الميدالية الفضية في بطولة آسيا للشباب في جوام، وذلك في مسابقات الزوجي.
- المركز الأول في بطولة الخبر المفتوحة الدولية.

### رابعاً: انجازاته عام 1992م
- الميدالية الذهبية في بطولة آسيا للرجال في استراليا، وذلك في مسابقات الثلاثي.
- المركز الأول في بطولة مركز قطر للبولينج الرمضانية المفتوحة.

### خامساً: انجازاته عامي 1993و1994م
- المركز الثاني في بطولة قطر الشهرية بمراحلها الخمسة.
- المركز الثاني في بطولة الخبر المفتوحة الدولية.